# Razzismo in Italia

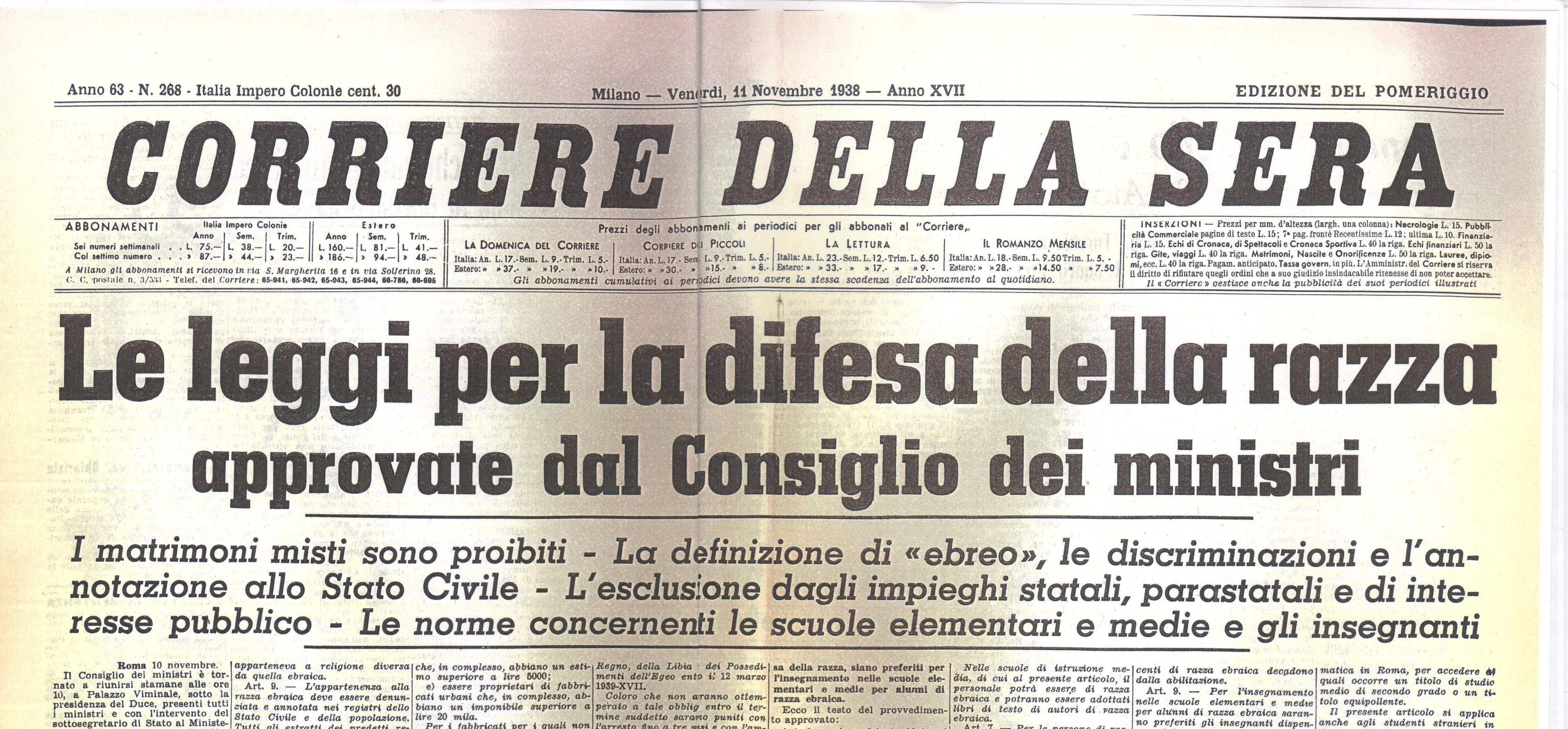
Prima pagine del Corriere della Sera dell'11 novembre 1938 sulla promulgazione delle leggi razziali fasciste.

Il razzismo in Italia è un fenomeno storico, sicuramente complesso, difficilmente definibile univocamente. In parte potrebbe affondare le sue radici indietro nel tempo, ma non vi sono prove di una sua continuità del o di un collegamento ideologico tra i diversi fenomeni nelle diverse epoche.

## Premessa storica
In senso stretto, i primi movimenti legati esplicitamente al mito della razza, ariana, pangermanica o italica, affondano le loro radici nel razzismo "scientifico" del XIX secolo, generatrice di xenofobia e segregazione razziale, base per l'avvento dei fascismi europei del XX secolo prima in Italia con il fascismo e poi con connotazioni razziste più marcate in Germania con il nazismo, parallelamente a fenomeni razzisti nella società statunitense di tutt'altro ordine sociale, come quelli propugnati dal Ku Klux Klan.
Dal punto di vista storico le leggi razziali fasciste, esempio concreto di tale fenomeno, sono state un insieme di provvedimenti legislativi e amministrativi varate in Italia fra gli anni trenta e gli anni quaranta del Novecento, inizialmente dal regime fascista e poi dalla Repubblica Sociale Italiana.

## Età moderna (dalla scoperta dell'America al periodo rivoluzionario)
Un esempio documentabile, ma in una ben precisa ottica storica, ci giunge dall'inizio del XVI secolo, epoca in cui iniziarono ad essere costruiti ghetti dove avveniva una segregazione nei confronti degli ebrei. Ciononostante il razzismo o comunque i sentimenti ostili verso gli ebrei hanno radici ancora più profonde.

### Tra il XIX e il XX secolo
Uno dei principali divulgatori della teoria del razzismo scientifico nel Novecento fu il criminologo Cesare Lombroso, le cui teorie tentavano di dimostrare la possibilità di identificare la "innata natura criminale" di alcuni individui attraverso le loro caratteristiche fisiche, e i cui studi si incentrarono spesso sui briganti meridionali. Altri teorici furono Luigi Pigorini, Giuseppe Sergi (messinese, fondatore della Società Romana di Antropologia) e Alfredo Niceforo (castiglionese, presidente della Società Italiana di Antropologia e della Società Italiana di Criminologia), il quale riteneva che l'Italia ospitasse due razze distinte: la eurasica giapetica ariana e la eurafricana afro-semitica.
Si ricordano inoltre, Enrico Ferri, secondo cui la minore criminalità nell'Italia settentrionale derivava dall'influenza celtica, Guglielmo Ferrero, Arcangelo Ghisleri, nonché moltissimi altri magistrati, medici, psichiatri, uomini politici, che influenzarono grandemente l'opinione pubblica italiana e mondiale.
Non furono posizioni isolate, al contrario era la convinzione «scientifica» della maggioranza degli intellettuali, nonché dei ceti dominanti e dell'opinione pubblica dell'epoca. Già nel 1876 la tesi razzista fu pienamente avallata dalla commissione parlamentare d'inchiesta sulla Sicilia che concluse: «la Sicilia s'avvicina forse più che qualunque altra parte d'Europa alle infuocate arene della Nubia; in Sicilia v'è sangue caldo, volontà imperiosa, commozione d'animo rapida e violenta».
Joseph De Maistre, durante il suo operato in Sardegna, definì la popolazione nativa in questi termini: «razza refrattaria a tutti i sentimenti, a tutti i gusti e a tutti i talenti che onorano l'umanità. Sono più selvaggi dei selvaggi, perché il selvaggio non conosce la luce, il sardo la odia. Sono infatti privi dell'attributo più desiderabile dell'uomo, che è la perfettibilità». Niceforo si sarebbe espresso sui sardi nella seconda metà dell'Ottocento, interpretandone la supposta indole banditesca come il risultato di una loro innata inferiorità razziale, emersa da un isolamento storico tale da non permettere loro di possedere quella «plasticità morale che fa mutare ed evolvere la coscienza sociale».

## Età contemporanea
In epoca contemporanea, nel XX secolo il razzismo e l'antisemitismo vennero istituzionalizzati con le leggi razziali fasciste, secondo Renzo De Felice differenti ma parallele a posizioni contemporanee già emerse nella Germania nazionalsocialista.
Il razzismo presente nell’universo simbolico della cultura fascista "non rappresenta una consistente innovazione nemmeno rispetto all’età liberale, bensì piuttosto un inasprimento delle posizioni più retrive già presenti nella nostra tradizione, attuato enfatizzando i risvolti biologici di un nazionalismo già ampiamente xenofobo ed etnocentrico".
Le posizioni razziste erano condivise e avallate da diverse autorità, anche estranee al partito fascista, come si può evincere dagli scritti di personalità della cultura nazionale e dalle firme apposte in calce al manifesto della razza. Va sottolineata la distanza, in questo ambito, dalla concezione eugenetica del razzismo, spesso osteggiata anche da chi, come il gesuita padre Angelo Brucculeri, e altri cattolici, avallava le posizioni fasciste in ambito razziale. Il fascismo era fortemente permeato da una politica demografica senza se né ma, e le politiche pronatalistiche del regime spesso non coincidevano con i concetti di disgenia espressi dai più convinti eugenetisti, come Leonardo Bianchi.
Posizioni, al contrario, a favore dell'eugenetica, fin dagli anni venti, si erano manifestate anche in altre aree culturali. Precedentemente, infatti, relativamente alla pubblicazione de Sul problema di Malthus, nel 1928, Brucculeri era già stato criticato, tra i tanti da Pietro Capasso su Il pensiero Sanitario per non appoggiare sufficientemente l'eugenica, ma la politica demografica fascista poggiava appunto su basi differenti e tendenzialmente non eugenetiche, rispetto a quella della Germania. Pietro Capasso, ed altri, firmarono il Manifesto di Benedetto Croce, nel 1925, in opposizione al fascismo, ma si dimostrarono diversamente attenti in termini razzisti a questi aspetti.
I concetti razzisti vennero ripudiati successivamente dall'Italia con la Costituzione repubblicana, come è affermato con chiarezza nell'articolo 3, nel comma 1 per l'uguaglianza formale, e nel comma 2 per l'uguaglianza sostanziale. Dal XIX secolo in poi si è diffuso, soprattutto nel nord, in conseguenza delle ricadute in termini umani e socioeconomici della questione meridionale. La terminologia venne usata per la prima volta nel 1873 dal deputato radicale lombardo Antonio Billia, il razzismo contro gli abitanti del sud della penisola.

### Dal secondo dopoguerra ad oggi
Nel XXI secolo in Italia si affermò l'antisemitismo che, secondo alcune indagini demoscopiche, continua ad esistere in tutta Italia, sebbene in forme meno manifeste. Secondo la ricerca promossa nel 2003 dall'Unione delle comunità ebraiche italiane e condotta dal Dipartimento di ricerca sociale e metodologia sociologica Gianni Statera presso la facoltà di Sociologia dell'Università La Sapienza di Roma su 2.200 ragazzi tra i 14 e i 18 anni di 110 Comuni italiani, la punta massima del razzismo ad alta intensità si riscontra nel "profondo nord" con il 27.8% degli intervistati e la minima nel "sud urbano" con il 10.6% degli intervistati.
Accanto a queste sono sorti anche numerosi episodi di razzismo e xenofobia ai danni dei popoli romanì (Rom e Sinti) comunemente identificate con i termini zingari, gypsies, o "nomadi", o più semplicemente popoli d'oriente (vedi Antiziganismo). Il termine romanì (o rom) è in riferimento alla connotazione etnica e religiosa delle regioni dell'ex-Impero ottomano una volta "Antico Impero Romano d'Oriente", culturalmente quindi sia musulmane che cristiane orientali, oppure sia turche che greco-slave.
Negli ultimi anni sono in aumento atteggiamenti razzisti e xenofobi come danni contro le proprietà, discriminazione, violenza verbale e violenza fisica, diretti verso gli stranieri immigrati, comunitari di nuova acquisizione e extracomunitari. Esiste la preoccupazione a livello europeo che "la crisi economica e finanziaria costituisca un terreno fertile per la recrudescenza del discorso d’odio, del razzismo e dell’intolleranza, che sono già presenti nella società". Secondo un documento della ONG Human Rights Watch che si occupa della difesa dei diritti umani, "Il Presidente del consiglio dei ministri Berlusconi notoriamente ha affermato nel 2009 che l’Italia non deve diventare un paese multietnico", mentre l'allora sindaco di Roma sin dal 2008 Alemanno (il primo sindaco di Roma di destra in decenni), candidatosi con una campagna elettorale volta al discorso della criminalità e in seguito alleato al governo di Berlusconi, lo ha contraddetto dicendo invece che l'Italia è già un paese multietnico, e che anzi non deve diventare un paese multiculturale. Fra le recenti linee guida della UE del 2019 contro discriminazioni razziali ed etniche, le raccomandazioni per il mantenimento dell'ordine prevedono che "le forze dell'ordine facciano attenzione a non propagare e perpetuare pregiudizi collegando etnicità, nazione di origine o status di immigrazione, con attività criminali. I media allo stesso tempo, sono tenuti ad evitare di stereotipare persone appartenenti a minoranze, migranti, rifugiati, e richiedenti asilo".

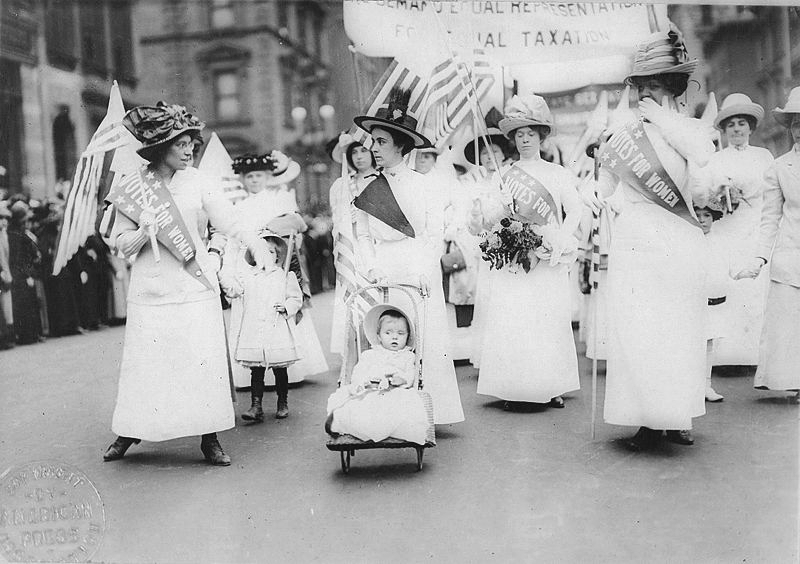
La storia del Suffragio femminile è un chiaro esempio di femminismo bianco e borghese. New York, 1912.

Secondo la relazione finale della Commissione parlamentare "Jo Cox" del 2017, l’Italia risulta il Paese con il più alto tasso del mondo di ignoranza sull’immigrazione e il secondo Paese europeo più islamofobo. I rom/sinti, sebbene spesso di nazionalità italiana da molte generazioni, sono percepiti come i più stranieri/estranei di tutti (e ciò può essere legato allo status economico e il loro vivere entro limiti di agiatezza più marcati). Il 65% degli italiani (contro il 21% dei tedeschi) pensa che i rifugiati siano un peso perché godono dei benefits sociali e del lavoro degli abitanti, mentre il 59% in Germania pensa che rendano il Paese più forte con il lavoro e i loro talenti (solo il 31% in Italia).
Al razzismo proprio si è venuto ad associare nel XXI secolo il Femonazionalismo, una coalizione tra idee nazionaliste e femministe, derivante dal legame storico tra i movimenti per i diritti delle donne (diritto di voto, etc.) e quelli antischiavisti negli Stati Uniti a partire dal 1800, confluiti alla fine degli anni sessanta (culmine del movimento giovanile della Beat Generation nato invece nel dopoguerra) nell'unione tra "sessismo, femminismo e razzismo", quando le proteste dei moderni movimenti femministi si fusero con le proteste contro le segregazioni razziali. In questo contesto in cui donne povere e donne di colore si allearono, il femminismo di oggi ha cambiato invece rotta tornando ad identificarsi come bianco, legandosi al tema dello schiavismo questa volta pero con partiti nazionalisti e neo-liberali per giustificare razzismo e xenofobia.

#### La visione internazionale
La Lega Nord è stata accusata di atteggiamenti xenofobici a caccia di consensi da svariate fonti estere..
Il tentativo di bruciare extracomunitari senza fissa dimora o l'assassinio del 20 settembre 2008 di Abdul Salam Guibre, nativo del Burkina Faso, sono stati contestati come azioni razziste. Tuttavia nel caso di Guibre non sussistono aggravanti per motivi razziali, ma lite per soldi, poi degenerata. 
L'Osservatore Romano, il quotidiano ufficiale della Città del Vaticano, indicò il razzismo come elemento cardine nella rivolta di Rosarno del 2010 e nel caso dei cori contro il giocatore di calcio di origini africane Mario Balotelli. L'affermazione dell'allora presidente del consiglio Silvio Berlusconi concernente l'elezione del presidente degli Stati Uniti Barack Obama e l'abbronzatura della sua pelle guadagnò titoli sulle pagine dei giornali. Secondo Eurobarometro nel 2008, gli italiani avrebbero il terzo più alto livello nella graduatoria in Europa della discriminazione praticata dai nativi verso l'etnia rom, dopo gli austriaci e i cechi, e il terz'ultimo per capacità di adattamento a convivere con persone di etnia rom come vicini di casa. Secondo un sondaggio del 2019, l'Italia dimostra un maggiore nazionalismo e discriminazione al confronto con gli altri paesi dell'Europa occidentale.